# Federazione cestistica di Trinidad e Tobago
La Federazione cestistica di Trinidad e Tobago è l'ente che controlla e organizza la pallacanestro in Trinidad e Tobago.
La federazione controlla inoltre la nazionale di pallacanestro di Trinidad e Tobago. Ha sede a Trinidad e l'attuale presidente è Earl F. John.
È affiliata alla FIBA dal 1958 e organizza il campionato di pallacanestro di Trinidad e Tobago.